# Ribiers
Ribiers korábbi község (település) Franciaországban, Hautes-Alpes megyében. Lakosainak száma 824 fő (2018. január 1.). Ribiers Bevons, Mison, Noyers-sur-Jabron, Sisteron, Antonaves, Éourres és Saint-Pierre-Avez községekkel határos.
2016. január 1-jén Antonaves és Châteauneuf-de-Chabre községgel egyesült és delegált község státusszal Val Buëch-Méouge új község része lett.

## Népesség
A település népessége az elmúlt években az alábbi módon változott:
| Lakosok száma | 485  | 481  | 592  | 637  | 755  | 777  | 811  | 817  | 826  | 824  |
|               | 1962 | 1968 | 1982 | 1990 | 2006 | 2008 | 2013 | 2015 | 2017 | 2018 |